# Oparanthus
Oparanthus es un género de plantas fanerógamas perteneciente a la familia de las asteráceas. Comprende 6 especies descritas y  solo 3 aceptadas.

## Taxonomía
El género fue descrito por Earl Edward Sherff y publicado en Occas. Pap. Bernice P. Bishop. Mus. 12(19): 9. 1937.

## Especies aceptadas
A continuación se brinda un listado de las especies del género Oparanthus aceptadas hasta junio de 2012, ordenadas alfabéticamente. Para cada una se indica el nombre binomial seguido del autor, abreviado según las convenciones y usos.
- Oparanthus albus (F.Br.) Sherff
- Oparanthus hivoanus (O.Deg. & Sherff) R.K.Shannon & W.L.Wagner
- Oparanthus teikiteetinii (J.Florence & Stuessy) R.K.Shannon & W.L.Wagner